# Rafael Amador
Pour les articles homonymes, voir Amador.
Rafael Amador, né le 15 février 1959 à Tlaxcala (Mexique) et mort le 31 juillet 2018 à Puebla (Mexique), est un footballeur mexicain, qui évoluait au poste de défenseur aux Pumas UNAM et au CF Puebla ainsi qu'en équipe du Mexique.
Amador ne marque aucun but lors de ses trente sélections avec l'équipe du Mexique entre 1983 et 1986. Il participe à la coupe du monde en 1986 avec l'équipe du Mexique.

## Carrière
- 1979-1987 : Pumas UNAM
- 1987-1988 : CF Puebla  [3]

## Palmarès

### En équipe nationale
- 30 sélections et 0 but avec l'équipe du Mexique entre 1983 et 1986

### Avec l'UNAM
- Vainqueur de la Coupe des clubs champions de la CONCACAF en 1980 et 1982
- Vainqueur de la Copa Interamericana en 1981
- Vainqueur du Championnat du Mexique en 1981

### Avec Puebla
- Vainqueur de la Coupe du Mexique en 1988